# Riedelia latiligula
Riedelia latiligula là một loài thực vật có hoa trong họ Gừng. Loài này được Theodoric Valeton miêu tả khoa học đầu tiên năm 1914.

## Phân bố
Loài này được tìm thấy trên dãy núi Toricelli, trong tỉnh Tây Sepik (tỉnh Sandaun) ở tây bắc Papua New Guinea. Mẫu vật điển hình: F.R.R. Schlechter 20067 do Rudolf Schlechter thu thập ngày 6 tháng 11 năm 1909.